# Lliga de futbol d'Istanbul
La lliga d'Istanbul de futbol fou una competició futbolística disputada a la ciutat d'Istanbul.

## Campions
| Club                  | equip |
| Fenerbahçe SK         | 16    |
| Galatasaray SK        | 15    |
| Beşiktaş JK           | 13    |
| Cadi-Keuy FC          | 2     |
| Altınordu İdman Yurdu | 2     |
| Moda FC               | 1     |
| İstanbulspor          | 1     |
| Güneşspor             | 1     |

## Pazar Ligi
La primera lliga de la ciutat, iniciada durant l'Imperi Otomà, s'anomenà Lliga de futbol de Constantinoble o Pazar Lig (lliga dels diumenges, ja que es disputava aquest dia) i començà la temporada 1904-1905, ideada per James LaFontaine. La competició es disputà durant deu anys i Henry Pears, un anglès, donà una copa al club que obtingués més títols durant aquests anys. Galatasaray SK amb tres títols s'emportà el trofeu. L'any 1913 no es disputà per la 

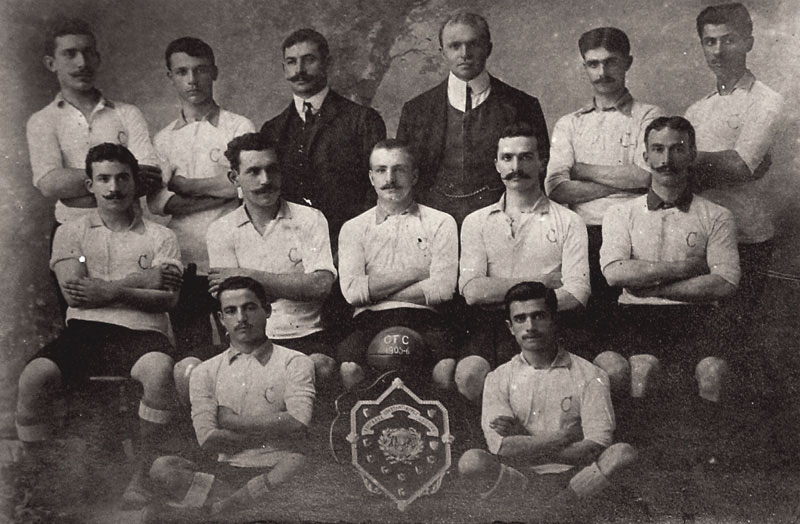
Istanbul Sunday League - Cadi-keuy Football Club 1905-06 campió

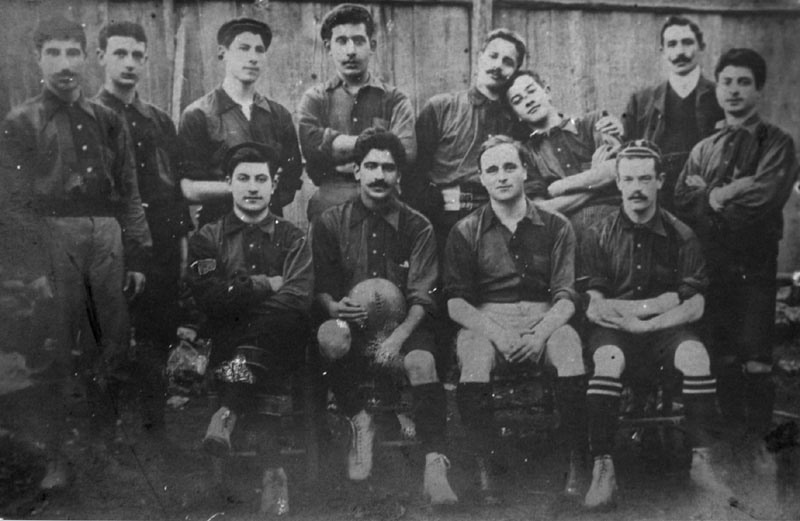
Istanbul Pazar Ligi - Moda FC 1907-1908 campió

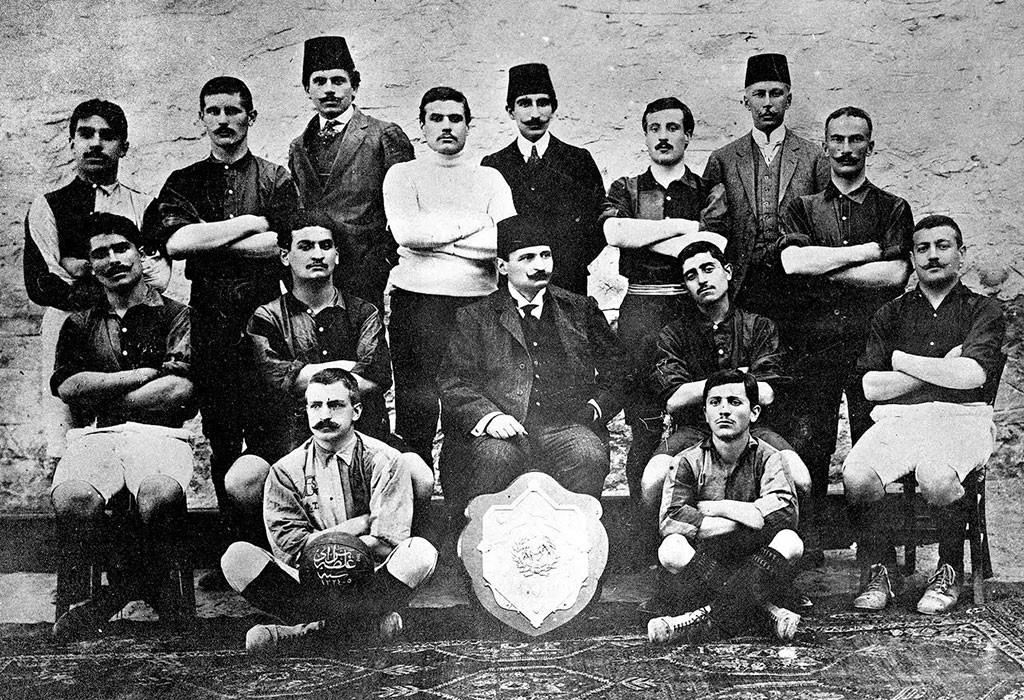
Istanbul Pazar Ligi - Galatasaray SK 1908-09 campió

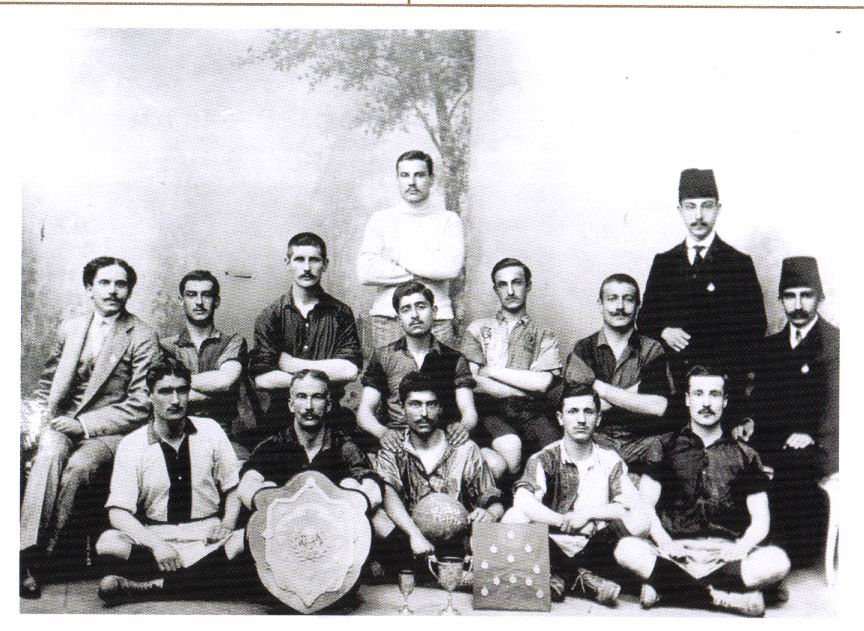
Istanbul Pazar Ligi - Galatasaray SK 1909-10 campió

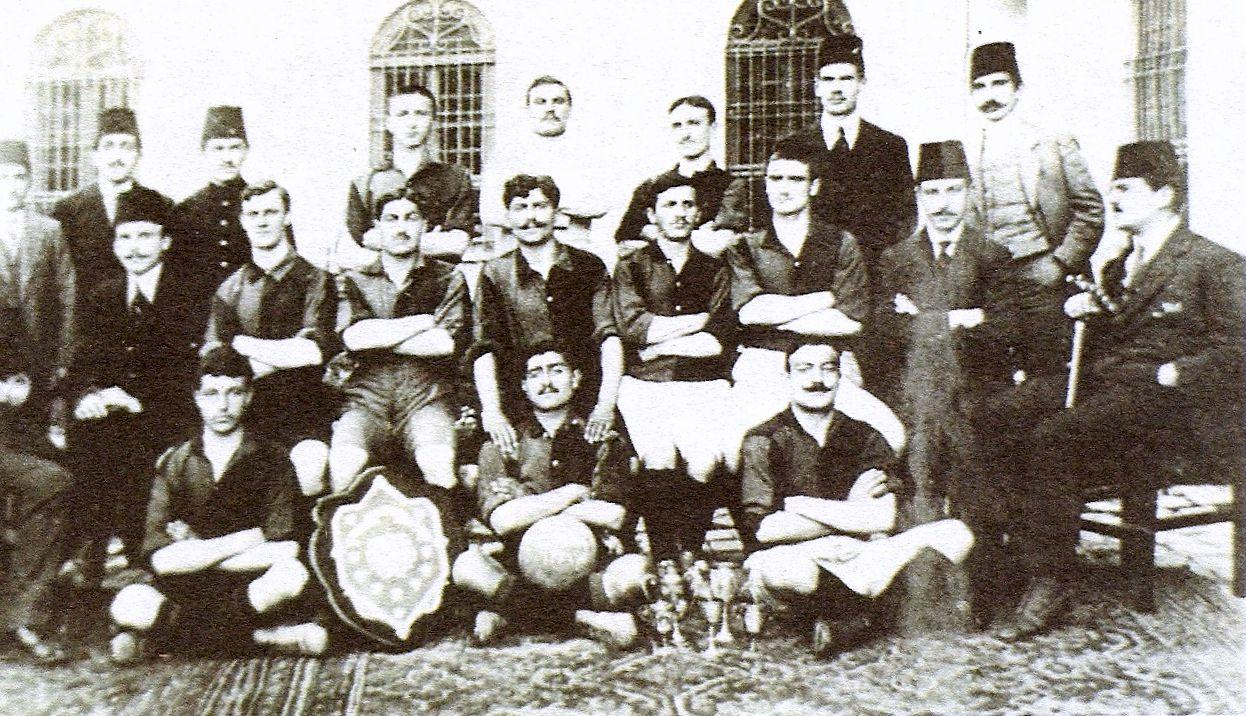
Istanbul Pazar Ligi - Galatasaray SK 1910-11 campió

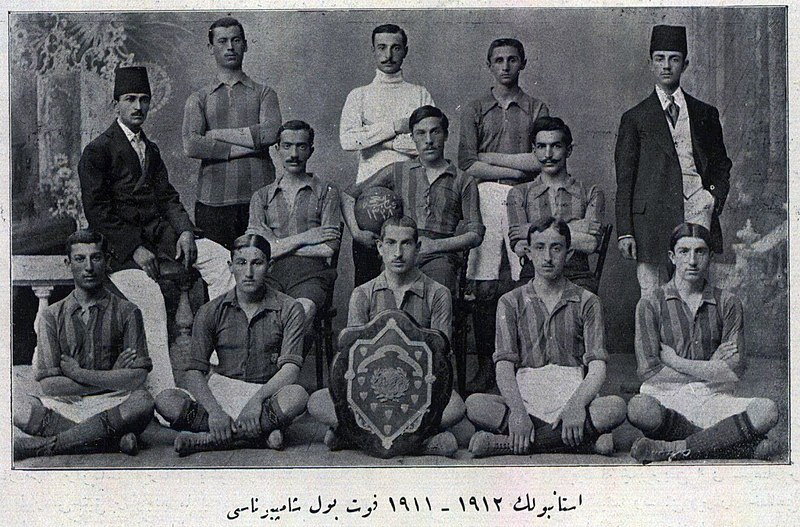
Istanbul Pazar Ligi -Fenerbahçe SK 1911-12 campió

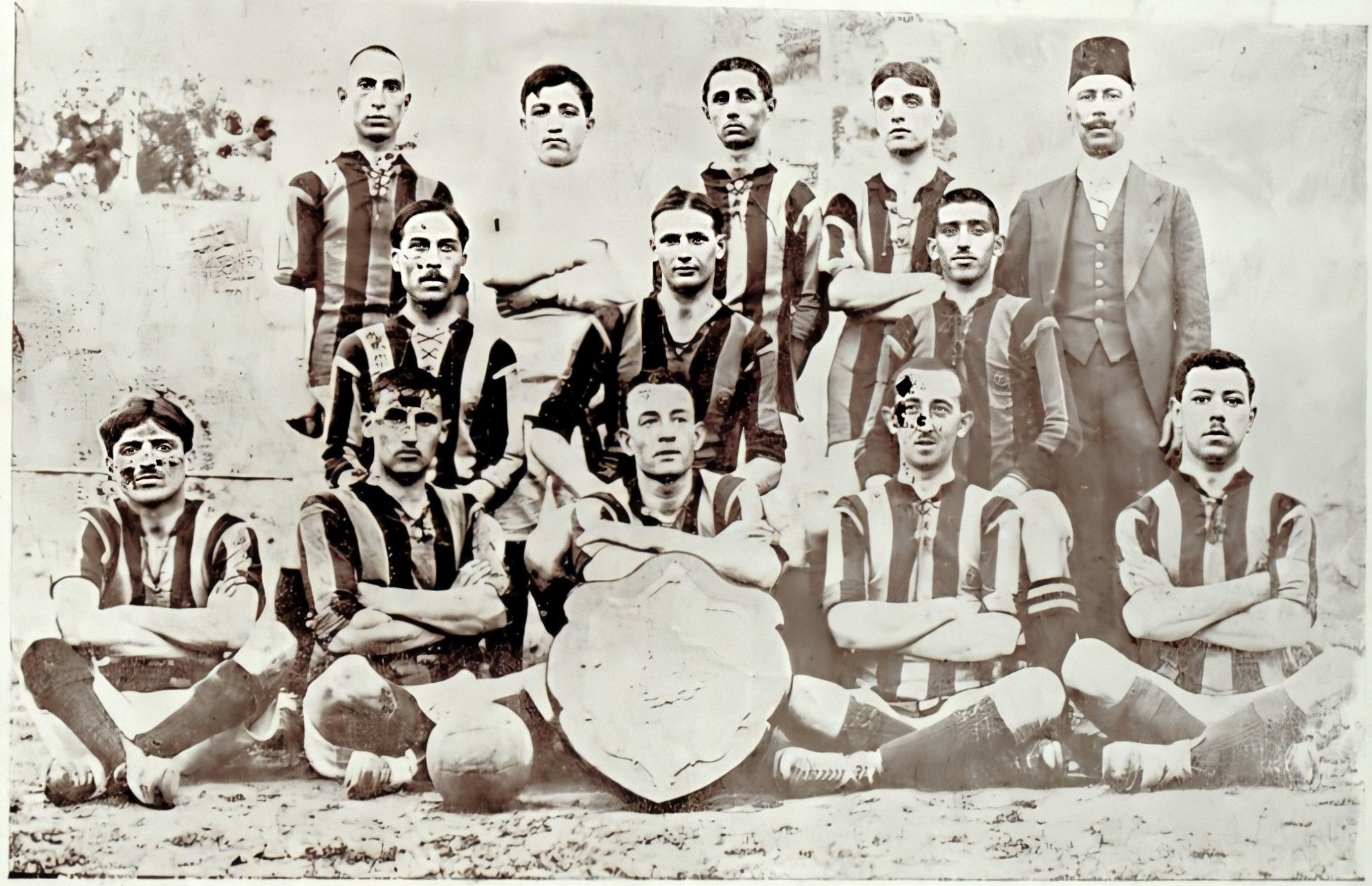
Istanbul Pazar Ligi -Fenerbahçe SK 1913-14 campió

.
| - 1905 Imogene FC - 1906 Cadi-Keuy FC - 1907 Cadi-Keuy FC | - 1908 Moda FC - 1909 Galatasaray SK - 1910 Galatasaray SK | - 1911 Galatasaray SK - 1912 Fenerbahçe SK - 1913 no es disputà | - 1914 Fenerbahçe SK - 1915 Fenerbahçe SK - 1915 Galatasaray SK |

|  |  |  |  |  |

## Cuma Ligi
La Cuma Lig o lliga dels divendres reemplaçà la lliga dels diumenges el 1915. L'any 1919 el campionat no es disputà per la Primera Guerra Mundial.

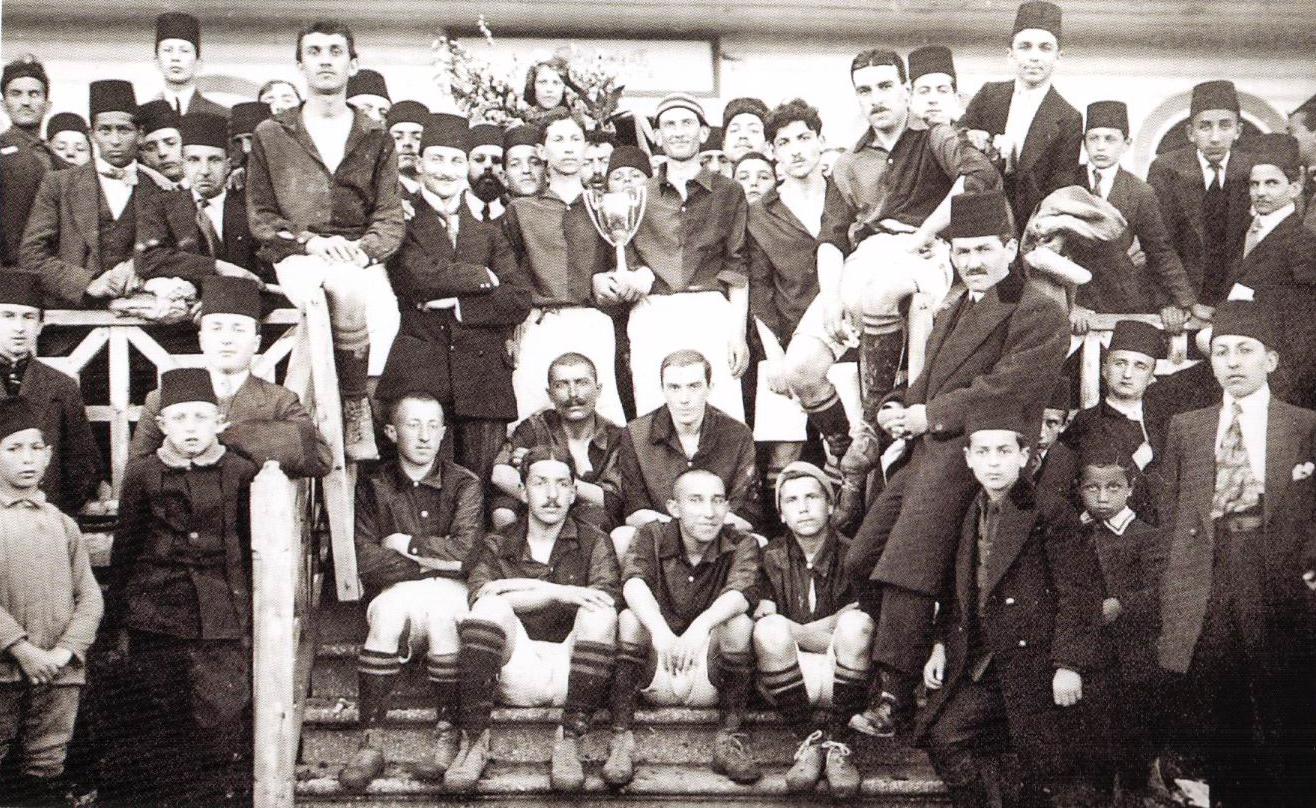
Istanbul Cuma Ligi - Galatasaray SK 1915-16 campió

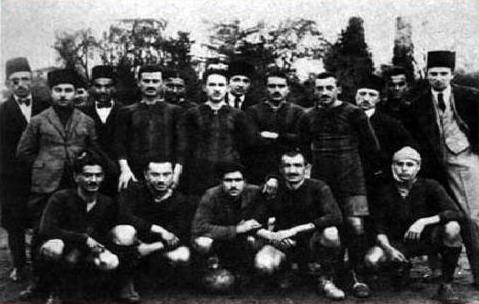
Istanbul Cuma Ligi - Altınordu İdman Yurdu 1916-17 campió

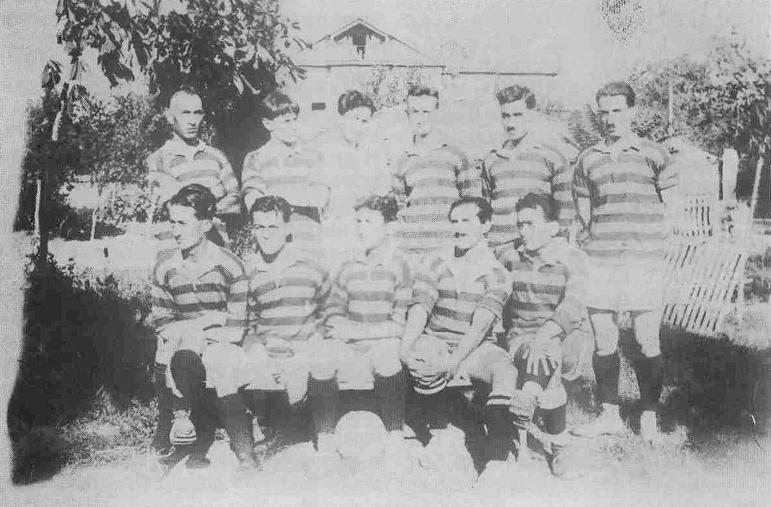
Istanbul Cuma Ligi - Fenerbahce SK 1920-21 campió

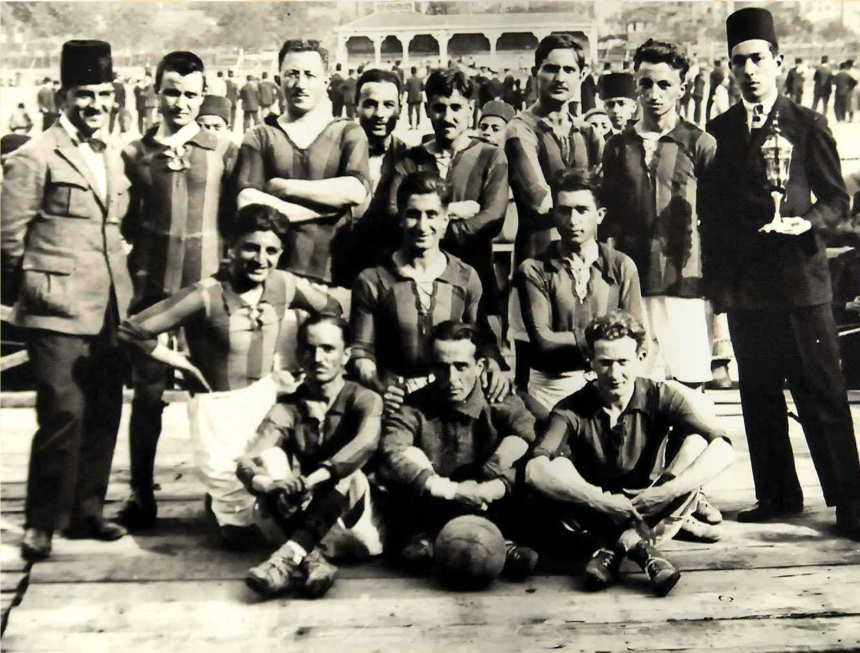
Istanbul Cuma Ligi - Galatasaray SK 1921-22 campió

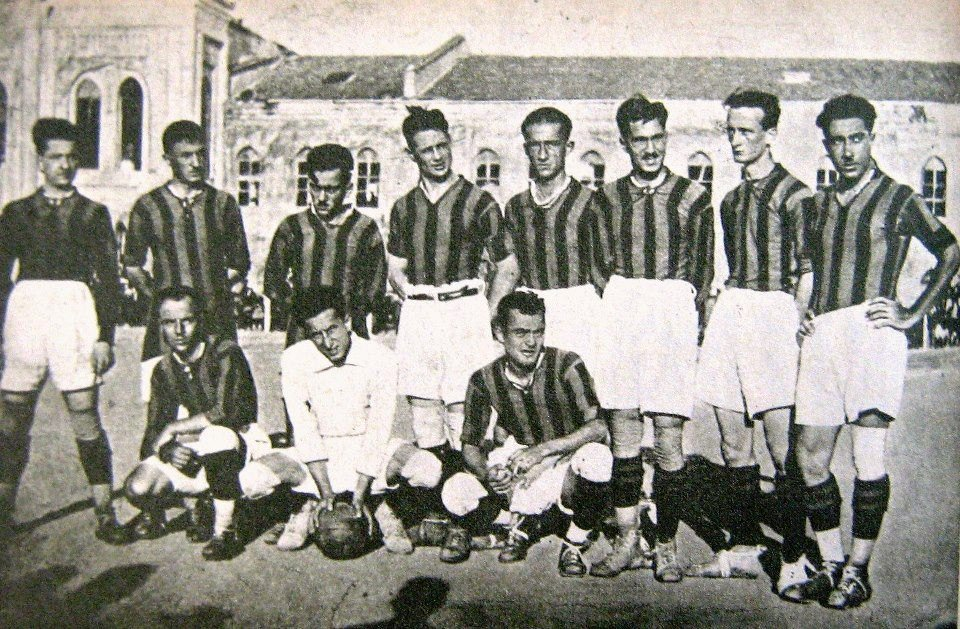
Istanbul Cuma Ligi - Fenerbahce SK 1922-23 campió

| - 1916 Galatasaray SK - 1917 Altınordu İdman Yurdu | - 1918 Altınordu İdman Yurdu - 1919 no es disputà | - 1920 no finalitzà - 1921 Fenerbahçe SK | - 1922 Galatasaray SK - 1923 Fenerbahçe SK |

|  |  |  |  |

## Istanbul Türk Idman Birligi Ligi
El Beşiktaş no fou admès a la lliga dels divendres i organitzà un nou campionat anomenat İstanbul Türk İdman Birliği Lig i que durà dues temporades.
- 1920 Besiktas JK
- 1921 Besiktas JK

## Pazar Ligi (2)
- 1920-21 İttihat SK
- 1921-22 Besiktas JK

## İstanbul Futbol Ligi
Amb l'arribada de la República de Turquia es reinicià la lliga de futbol d'Istanbul (İstanbul Futbol Ligi). L'any 1928 wl campionat no finalitzà a causa de la disputa dels Jocs Olímpics d'Àmsterdam.
| - 1924 Besiktas JK - 1925 Galatasaray SK - 1926 Galatasaray SK - 1927 Galatasaray SK - 1928 no finalitzà - 1929 Galatasaray SK - 1930 Fenerbahçe SK | - 1931 Galatasaray SK - 1932 Istanbulspor - 1933 Fenerbahçe SK - 1934 Besiktas JK - 1935 Fenerbahçe SK - 1936 Fenerbahçe SK - 1937 Fenerbahçe SK | - 1938 Gunes SK - 1939 Besiktas JK - 1940 Besiktas JK - 1941 Besiktas JK - 1942 Besiktas JK - 1943 Besiktas JK - 1944 Fenerbahçe SK | - 1945 Besiktas JK - 1946 Besiktas JK - 1947 Fenerbahçe SK - 1948 Fenerbahçe SK - 1949 Galatasaray SK - 1950 Besiktas JK - 1951 Besiktas JK |

|  |  |  |  |  |  |  |

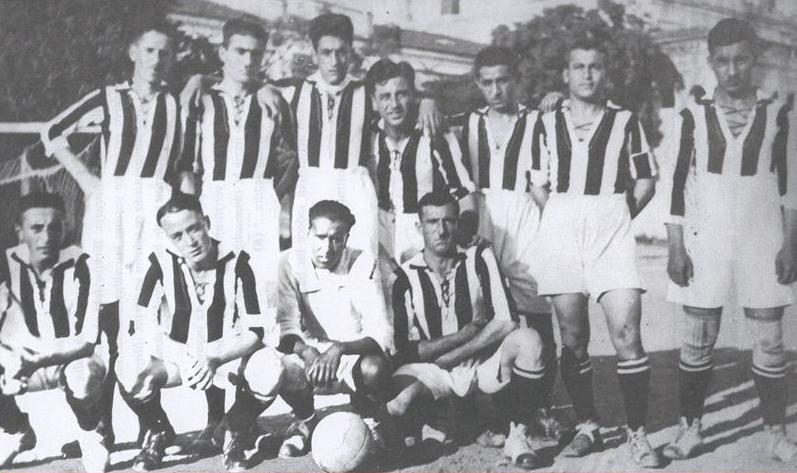
Istanbul Ligi - Besiktas JK 1923-24 campió

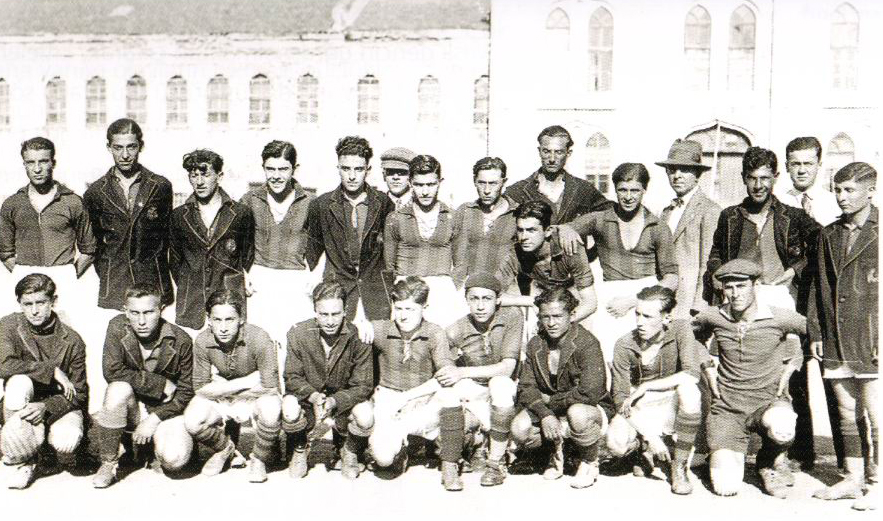
Istanbul Ligi - Galatasaray SK 1924-25 campió

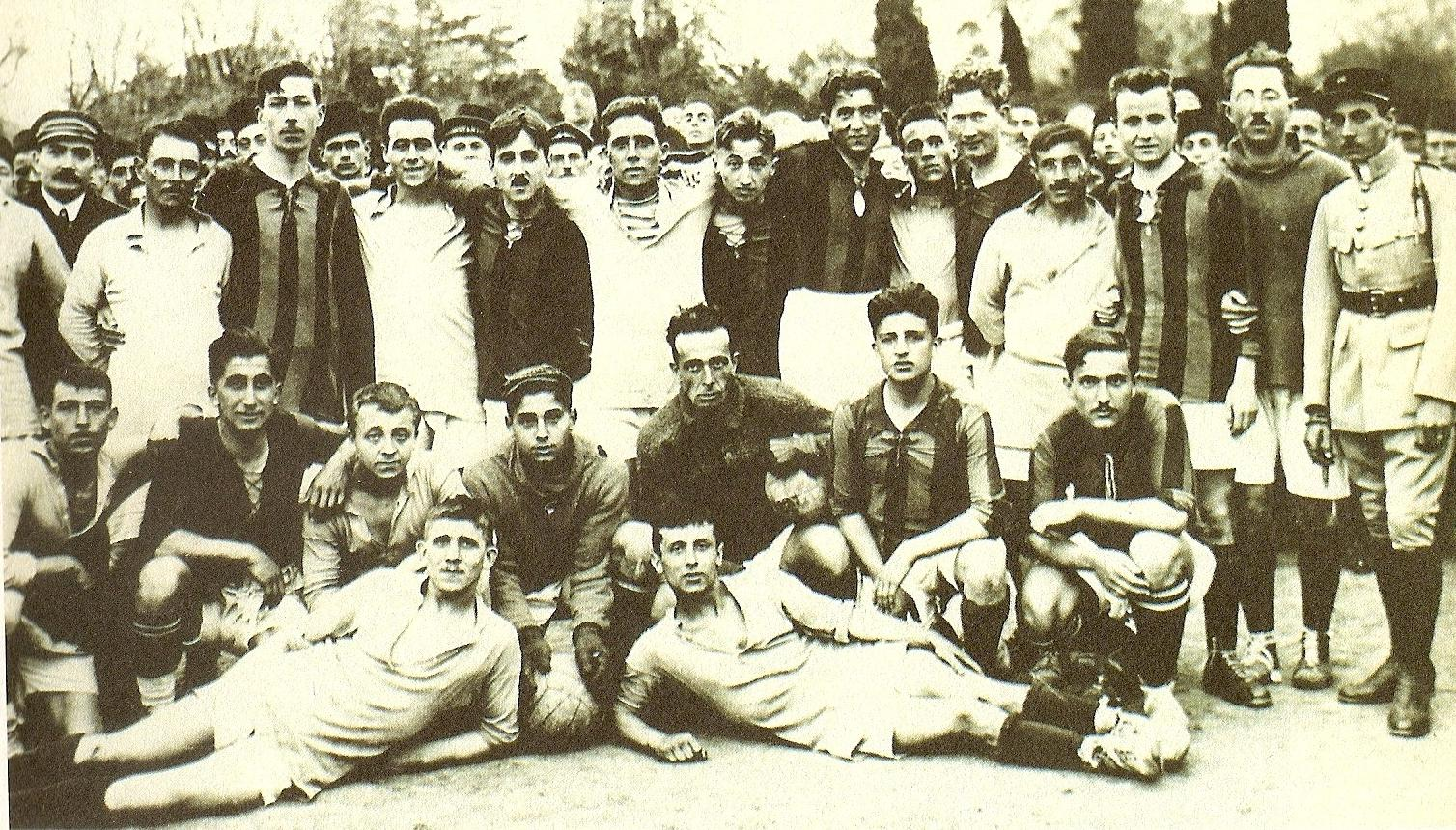
Istanbul Ligi - Galatasaray SK 1925-26 campió

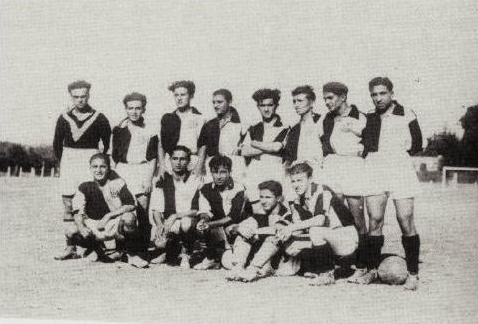
Istanbul Ligi - Istambulspor 1931-32 campió

La temporada 1951-1952 la lliga de futbol d'Istambul esdevingué professional. La competició es disputà fins al 1959 a causa de la creació de la lliga nacional. El campionat es continuà disputant sense la participació dels principals equips de la ciutat.
| - 1952 Besiktas JK - 1953 Fenerbahçe SK | - 1954 Besiktas JK - 1955 Galatasaray SK | - 1956 Galatasaray SK - 1957 Fenerbahçe SK | - 1958 Galatasaray SK - 1959 Fenerbahçe SK |